# Przybyszów (województwo podkarpackie)
Przybyszów (ukr. Прибишів) – nieistniejąca już wieś na terenie gminy Bukowsko, w powiecie sanockim, województwie podkarpackim. Mimo to miejscowość jest odnotowana przez GUS w rejestrze TERYT jako miejscowość podstawowa.
Wieś położona była na wschodnim krańcu Beskidu Niskiego. Leżała w dolinie potoku Płonka, będącego lewobrzeżnym dopływem Osławy. Od północnego zachodu dominował na nią masyw Tokarni, stanowiący południowo-wschodni kraniec Pasma Bukowicy. Natomiast od południowego wschodu wznosił się znacznie niższy Połoński Wierch (na który wiedzie obecnie wyciąg narciarski). Na południu kataster wsi sięgał aż po grzbiet Kamienia nad Rzepedzią.

## Historia
Przibissow 1553, Przybyszow 1589, Przybýszowka 1699, Przybyszow 1748. Nazwa od imienia złożonego z członem Przybysz, ta od przybysz. Własność Mikołaja Herburta Odnowskiego od 1539. 
Od 1340 do 1772 Ziemia sanocka, Województwo ruskie. Od 1772 do 1852 cyrkuł leski, następnie sanocki. Od 1867 powiat sanocki, gmina Bukowsko w Galicji. 
W drugiej połowie XIX wieku właścicielką Przybyszowa była Leopoldyna Horodyńska.
W 1898 wieś liczyła 393 mieszkańców i 62 domy, powierzchnia wsi wynosiła 6,37 km². 
Własność szlachecka, dobra rodu Ścibor-Rylskich. W połowie XIX wieku właścicielem posiadłości tabularnej w Przybyszowie był Aleksander Rylski. Pod koniec XIX wieku właścicielką tabularną dóbr we wsi była Leopoldyna Horodeńska. Na początku XX wieku właścicielem dóbr tabularnych był Eustachy Rylski (w 1905 i w 1911 posiadał we wsi obszar 307 ha)
Od listopada 1918 do stycznia 1919 Republika Komańczańska. 
Wieś przestała istnieć po II wojnie światowej, kiedy cała ludność w ramach wymiany ludności została wysiedlona do Ukraińskiej SRR. Działała tu sotnia Stiaha, oddział UPA.

## Mieszkańcy
Nazwiska mieszkańców z XIX wieku: Bąk, Chomik, Gajdosz, Gulicz, Homerda, Jurnak, Kalimun, Kiryk, Kuzyna, Krupa, Moskal, Moczków, Nimec, Ogrodnik, Osiurak, Paszkiewicz, Popowicz, Priatka, Proper, Stefura, Swider, Turnak, Wolański, Wołoszynowski.

## Architektura
Zabudowania Przybyszowa rozciągały się w formie łańcuchówki wzdłuż doliny potoku Płonne.

## Religia
Parafia łacińska w Bukowsku do 1947 r. Na przełomie XIX i XX w. osada należała do parafii w Karlikowie, na miejscu był kościół filialny pw. Błogosławionej Dziwicy Marii Paraskiewy. Do pozostałości po Przybyszowie należy dziś cerkwisko.

### Turystyka
Szlaki piesze
- Puławy – Tokarnia (778 m n.p.m.) – Przybyszów – Kamień (717 m n.p.m.) – Komańcza (Główny Szlak Beskidzki)

Dwa orczykowe wyciągi narciarskie – www.wyciag-karlikow.pl